# Bloch-Wand

Bloch-Wand: Magnetisierungsübergang B zwischen zwei entgegengesetzt magnetisierten Weißschen Bezirken A und C
(Die Länge der eingezeichneten Vektorpfeile soll konstant sein.)

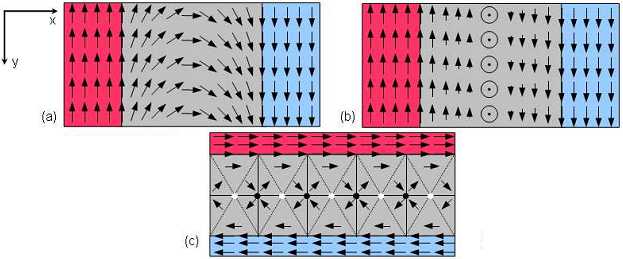
Bloch-Wand b)
im Vergleich zur Néel-Wand a)
(Darstellung gegenüber der ersten Abb. um 90° gegen den Uhrzeigersinn gedreht)

Als Bloch-Wand oder blochsche Wand (nach dem schweizerisch-amerikanischen Physiker Felix Bloch) bezeichnet man in ferromagnetischem Material einen Übergangsbereich zwischen den Weiss-Bezirken unterhalb der Curie-Temperatur, in dem sich die Orientierung der magnetischen Momente so ändert, dass sie mit zunehmendem Abstand (~ x) zum Weiss-Bezirk mehr und mehr in der Wandebene verdreht sind; dadurch weisen sie genau in der Mitte zwischen den Weiss-Bezirken nicht in die gleiche Richtung wie in den Weiss-Bezirken (also z. B. in die +y- bzw. -y-Richtung), sondern in die Vertikalrichtung (~ z).
Erfolgt der Übergang hingegen so, dass die magnetischen Momente auch im Übergangsbereich in der Horizontalebene verbleiben, also in der x-y-Ebene, so spricht man von einer Néel-Wand. Diese kommt, wie dem unten angegebenen Kompendium von A. Hubert und R. Schäfer entnommen werden kann, seltener vor als die Bloch-Wand, außer in dünnen Schichten und speziellen Situationen.

## Beschreibung
In der ersten Graphik stellt die (nicht eingezeichnete) zentrale Vertikalebene durch B die eigentliche Ebene der Bloch-Wand dar. Die Magnetisierung ist hier nach oben gerichtet (M ~ z), während sie in den Gebieten A bzw. C gleichförmig nach rechts bzw. links zeigt (M ~ +y bzw. ~ -y). Die eigentliche Blochwand ist nur „ungefähr“ definiert; z. B. kann man dazu das gesamte Zwischengebiet B zählen, mit Ausnahme ganz schmaler Streifen an den beiden eingezeichneten Grenzlinien, wo die Winkelabweichung vom Grenzwert einen sehr kleinen, aber endlichen Wert unterschreitet.
Stoßen zwei Weiss-Bezirke mit unterschiedlicher – meist entgegengesetzter – Magnetisierungsrichtung aneinander, so ändert sich diese Richtung in den Bloch-Wänden fließend. Der Grund für den allmählichen Übergang liegt im energetischen Kompromiss zwischen
- der kurzreichweitigen Austauschenergie, die innerhalb eines Weiss-Bezirks die Spins parallel ausrichtet, und
- der langreichweitigen Dipol-Dipol-Wechselwirkung, die die Spins antiparallel auszurichten versucht.

Die Magnetisierung bleibt dabei – im Gegensatz zur Néel-Wand – immer parallel zur Wandebene, d. h., die Magnetisierung dreht sich helikal. Dadurch zeigt die Magnetisierung der Bloch-Wand an der Materialoberfläche aus der Ebene heraus, und es entsteht ein magnetisches Streufeld, das z. B. über die bitterschen Streifen detektiert werden kann.
Die Größe der Weiss-Bezirke (Domänen) liegt meist unter 100 µm, und die Dicke der Bloch-Wände beträgt meist einige hundert Atomabstände. Die Bloch-Wände wären unendlich dick, wäre nicht die Energie der magnetischen Anisotropie, zu deren Quadratwurzel die Dicke der Bloch-Wände umgekehrt proportional ist:
{\displaystyle d_{BW}\sim {\frac {1}{\sqrt {E_{A}}}}}
Die Anisotropieenergie trägt bei, weil die Spins innerhalb der Bloch-Wand zum Großteil in schwere Magnetisierungsrichtungen weisen.
Bloch-Wände werden von Gitterfehlern, Korngrenzen, Einschlüssen oder inneren Spannungen am Ort gehalten. Ein hartmagnetischer Stoff hat viele Gitterfehler und behindert so die Bewegung der Bloch-Wände stark. Durch Anlegen eines äußeren Magnetfelds ändert sich die Position der Bloch-Wände sprunghaft – dies nennt man Barkhausen-Sprünge.

## Verallgemeinerungen
Analog spricht man von Bloch-Linien bzw. Bloch-Punkten, wenn von einer Linie bzw. von einem Punkt ausgehend die Magnetisierung in topologisch nichttrivialer Weise von der Richtung abhängt. Andere topologische Verallgemeinerung werden als Skyrmionen bezeichnet.